# Pseudosymmachia brevicollis
Pseudosymmachia brevicollis är en skalbaggsart som beskrevs av Moser 1915. Pseudosymmachia brevicollis ingår i släktet Pseudosymmachia och familjen Melolonthidae. Inga underarter finns listade i Catalogue of Life.